# Team Eslövs IK
Eslövs IK (Idrottsklubben) ist ein schwedischer Sportverein aus Eslöv.
Der Verein ist vor allem für seine Handballabteilung bekannt. Die erste Damen-Mannschaft, die unter dem Namen Team Eslövs IK spielt, war in den Spielzeiten 2001/2002 und 2002/2003 schwedischer Meister und spielte bis zur Saison 2017/18 in der Svensk HandbollsElit.